# Charles Kamps
Charles Kamps (1932) es un deportista estadounidense que compitió en vela en la clase Soling. Ganó una medalla de bronce en el Campeonato Europeo de Soling de 2013.

## Palmarés internacional
| Campeonato Europeo | Campeonato Europeo   | Campeonato Europeo | Campeonato Europeo |
| Año                | Lugar                | Medalla            | Clase              |
| ------------------ | -------------------- | ------------------ | ------------------ |
| 2013               | Castiglione (Italia) | Medalla de bronce  | Soling             |

1. ↑  En algunas ediciones del Campeonato Europeo se permitió la participación de regatistas de otros continentes.